# Rivière Smoky
La rivière Smoky (Smoky River en anglais) est un cours d'eau canadien qui prend sa source dans la province d'Alberta au sein des Rocheuses canadiennes, puis se dirige vers le nord de la province et traverse le Parc national de Jasper, puis continue son parcours pour aller se jeter dans la rivière de la Paix à la hauteur de la ville de Grande Cache située dans la province de l'Alberta.

Confluence de la rivière Smoky avec la rivière de la Paix.